# Lithostege abafii
Lithostege abafii là một loài bướm đêm trong họ Geometridae.